# Uue-Antsla
Uue-Antsla, vroeger ook wel Vastse-Antsla genoemd (Duits: Neu Anzen) is een plaats in de Estlandse gemeente Antsla, provincie Võrumaa. De plaats heeft de status van dorp (Estisch: küla).
Tot in 2017 lag Uue-Antsla in de gemeente Urvaste. In oktober van dat jaar werd Urvaste bij de gemeente Antsla gevoegd.

## Bevolking
Het dorp had 188 inwoners op 31 december 2011 en 201 inwoners op 31 december 2021.

## Geschiedenis
Uue-Antsla werd in 1688 voor het eerst genoemd onder de naam Nya Antzen, een landgoed dat was afgesplitst van het landgoed Anzen, dat zelf verder ging onder de naam Alt-Anzen (Vana-Antsla). Neu-Anzen was in de 19e eeuw in handen van de familie von Löwenstern. De laatste eigenaar voor het in 1919 door het onafhankelijk geworden Estland werd onteigend, was baron Carl Stael von Holstein.
Van het landgoed zijn geen gebouwen bewaard gebleven.